# 天津市工读学校
天津市工读学校，挂牌天津市第一一五中学，成立于1979年，位于天津市河西区渌水道10号，隶属于天津市教育委员会，天津市公安局共同指导工作，负责对有轻微犯罪的青少年开展特殊教育，学校附设天津市社会实践教育中心。

## 历史
1979年，天津市工读学校开始筹建。1980年4月23日，该校在河西区双林南正式开学，仅招收男生:992–993。1983年3月18日，天津市第二工读学校在南开区黄河道开学，仅招收女生。1984年9月11日，第二工读学校增设育才缝纫职业学校。
2018年7月，天津市第二工读学校并入天津市工读学校。